# Walungu
Walungu este un oraș în  provincia Sud-Kivu, Republica Democrată Congo. În 2012 avea o populație de 15 343 de locuitori, iar în 2004 avea 12 453.